# Omorgus baccatus
Omorgus baccatus es una especie de escarabajo del género Omorgus, familia Trogidae. Fue descrita científicamente por Gerstaecker en 1867.
Esta especie se encuentra en Kenia y Tanzania.